# Macquarie Group
Macquarie Group Limited es un fondo global de inversión y servicios financieros, con clientes corporativos e institucionales alrededor del mundo. Con sede en Sídney, Macquarie es el banco de inversión australiano más grande. Macquarie Group cotiza en la Bolsa de Sídney (Australia) con las siglas ASX:MQG. Está regulado por APRA, el regulador bancario australiano.
El 2 de mayo de 2014 Macquarie anunció un beneficio neto después de impuestos de A$1.265 millones.

## Historia
Macquarie Group nació en 1969 y empezó sus operaciones con solo tres personas en Sídney, como filial de Hill Samuel, del Reino Unido. En 1971, HSA, una filial, aseguró al fabricante de hierro John Lysaght por 60 millones de dólares. En 1981, en respuesta a los cambios regulatorios del mercado financiero, Hill Samuel Australia comenzó a trabajar como banco comercial.
En 1985 Hill Samuel se convierte en Macquarie Bank Limited (MBL) por acuerdo del Tesoro Federal, siendo el segundo banco comercial privado de Australia. Macquarie tomó su nombre de Lachlan Macquarie, un antiguo Gobernador de Nueva Gales del Sur que transformó el poblamiento temprano de Australia de una colonia penal a una economía dinámica. Macquarie abrió sus puertas en Sídney y en Melbourne en 1985 y al año siguiente en Brisbane.
Macquarie tiene un gran número de fondos de inversión, con intereses en transportes, carreteras, aeropuertos y utilidades.

### Cronología reciente
En enero de 2015 Macquarie adquiere una participación en Baltic 2, un parque de EnBW con un coste total de €720 millones. En mayo, el grupo adquirió Crown Castle, empresa de antenas de teléfono, por un precio de $1.620 millones de dólares. En marzo los fondos Macquarie European Infrastructure Fund y Wren House Infraestructure compran E.ON España y se vuelve a recuperar la denominación de Viesgo para la empresa. En diciembre de 2015 se hace público que Macquarie ha adquirido un 39% del metro de Málaga.
En 2018 vende la base de clientes y centros de producción de energías renovables de Viesgo a la compañía Repsol y en 2020 hace lo mismo a EDP con el negocio de distribución y las plantas de producción que le quedaban. En total Macquarie obtuvo unas plusvalías con la venta de Viesgo de unos 900 millones de euros y conserva el 24,9% de Viesgo.

## Estructura empresarial

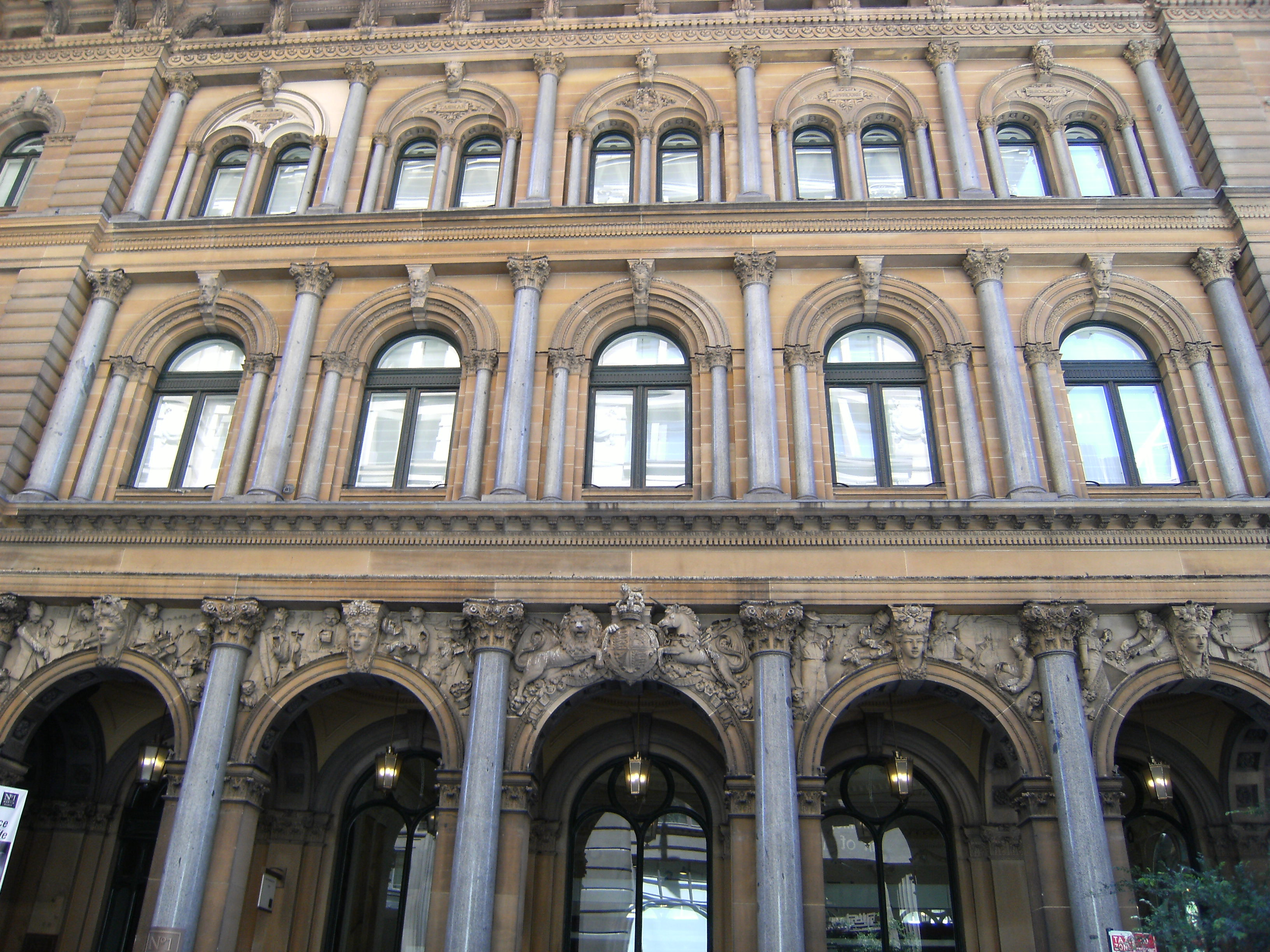
1 Martin Sitio, Sídney: sede global

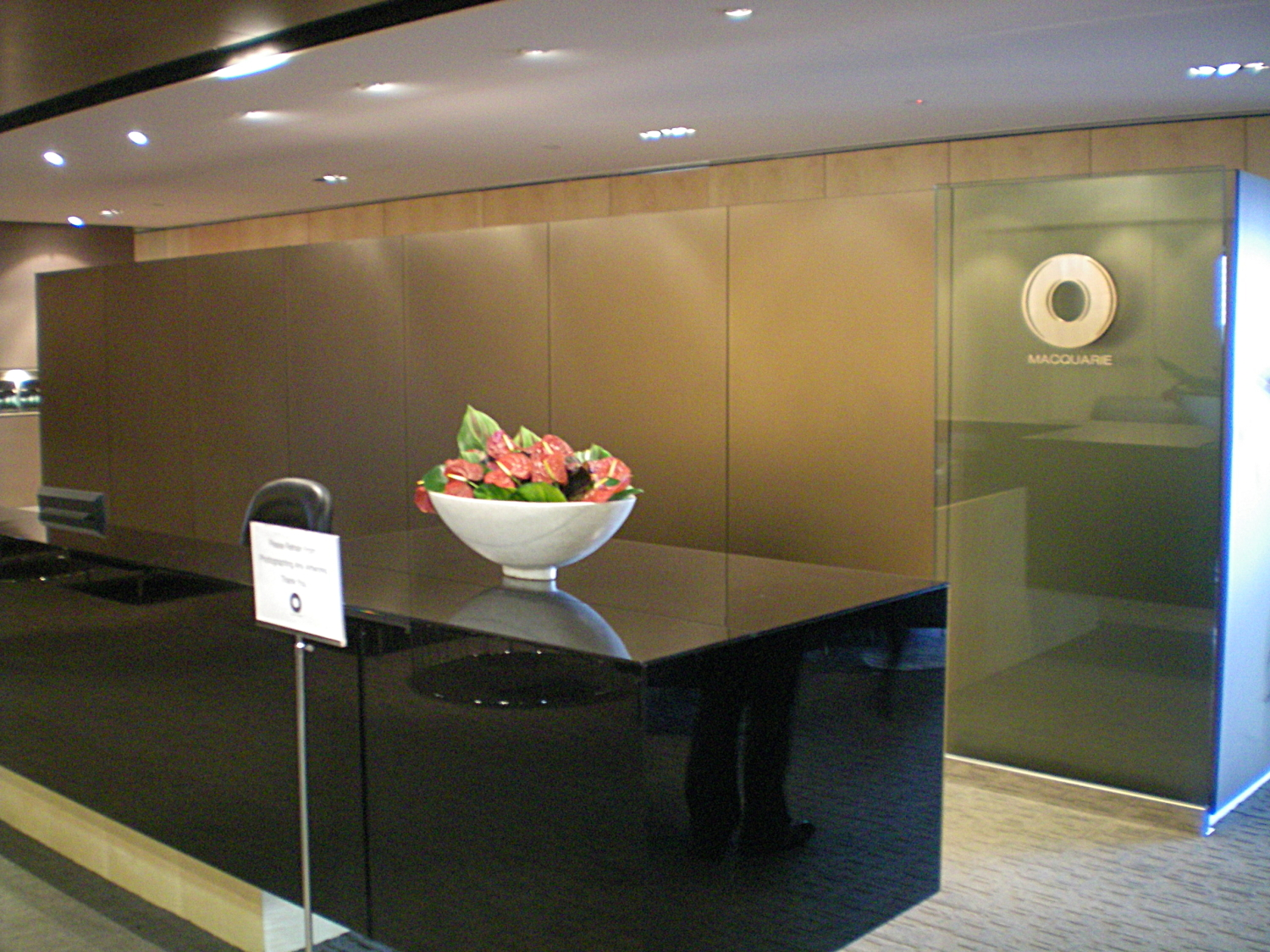
101 Collins Calle, Melbourne oficina

Macquarie emplea a más de 14.000 personas en más de 28 países. Sus actividades empresariales están organizadas en seis grupos operativos:
- Macquarie Capital
- Macquarie Security Group (MSG)
- Fixed Income, Currencies and Commodities (FICC): Mercancías y Mercados Financieros
- Macquarie Funds Group (MFG): Administración de Fondos
- Banking and Financial Services Group (BFS): Servicios Bancarios y Financieros
- Corporate and Asset Finance Group (CAF): Corporación y Administración de Fondos

Su director general es Nicholas Moore, quién reemplazó a Allan Musg en mayo de 2008. Su presidente es David Clarke, director ejecutivo de 1985 a 2007, y Presidente de 2007 a 2011.

## Logotipo

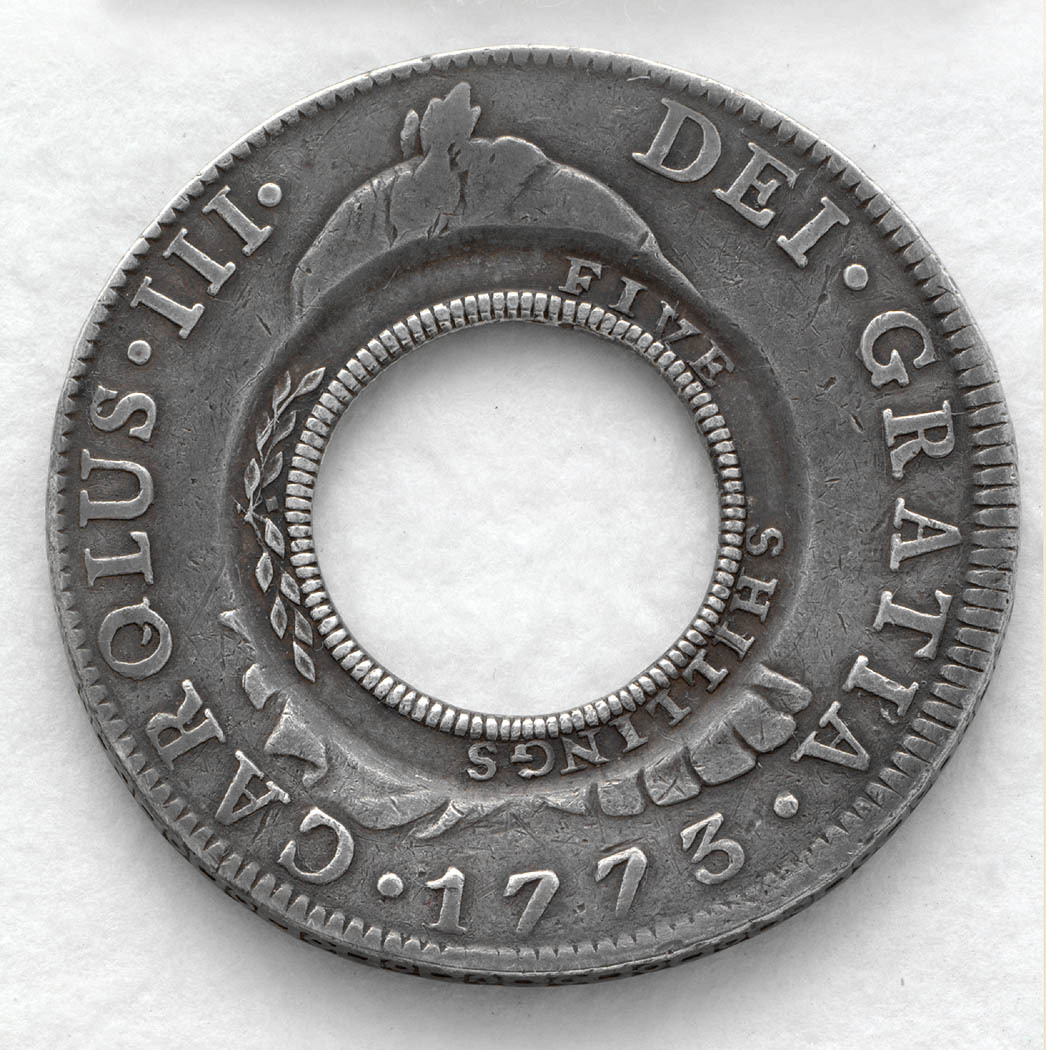
Anverso de un Holey Dólar (1813), de la colección de la Biblioteca Estatal de NSW

El logotipo del grupo es una representación del 'Holey dólar' de Australia, creado por el Gobernador Macquarie para vencer la escasez de moneda.

## Polémicas
Macquarie Group, a través de su filial Macquarie Alquileres de Equipamiento, ha sido acusada de estafa en el caso Telco. Según la denuncia, Macquarie Alquileres de Equipamiento habría estafado a 300 personas ocultando parte del contrato de finanzas existente.
En enero de 2009, 60 personas protestaron en su oficina de Vancouver, BC, Canadá por el aumento de emisiones gasistas y contaminación local.
Por sus grandes beneficios y los altos márgenes de la compañía, además de los 'bonus' para sus ejecutivos y accionistas, los medios de comunicación australianos etiquetaron al banco como "La Fábrica Millonaria".